# Partir la vieja
Partir la Vieja, también llamada Día de la Vieja es una fiesta tradicional de varios municipios del sudeste español (Andalucía oriental), como en el municipio de Arriate, en la provincia de Málaga, Andalucía, donde se viene celebrando año tras año desde fechas anteriores al 1700.
La Iglesia en aquellos años era exigente durante la Cuaresma, ya que quería que ésta fuera lo más parecida a los cuarenta días y cuarenta noches que Jesús estuvo en el desierto; ante tanta dureza el pueblo se rebeló y consiguió que se pusiera un día de Acción de Gracias. En ese día se partía la Cuaresma por la mitad y se aprovechaba para resarcirse de tanta dureza, de ahí la expresión partir la vieja cuaresma.
Coincide ese jueves de mitad de Cuaresma en la semana del domingo central de la misma, el cuarto, llamado también de laetere, en el que se hace un descanso en la penitencia cuaresmal; los ornamentos sacerdotales, morados durante todo el período de Cuaresma se pueden cambiar por el color rosáceo en la celebración de la misa delcuarto domingo de la Cuaresma, y en el antiguo misal también coincidía con la lectura evangélica de la multiplicación de los panes y los peces. 
Sin embargo, hay estudiosos que creen que la celebración del Día de la Vieja hunde sus raíces en las multitudinarias fiestas de primavera que celebraban en la Antigüedad las civilizaciones mediterráneas: etruscos, griegos, romanos. Aquellas celebraciones de entonces y estas de ahora son muy parecidas: el invierno, estación dura y gris, en sus últimos estertores presiente a la primavera que, tendiendo redes de sol se bebía sus tinieblas. Con sus verdes vientos y sus claros aires prende de vida los campos y de azules viste las tardes. El clima se suaviza y las gentes salen al campo para darle la bienvenida y para ver partir la Vieja estación.
Caso curioso es que la Vieja sea probablemente la única fiesta de Andalucía que no esté representada por ninguna advocación santoral, sino por una figura pagana, la Vieja, aunque a pesar de ello, tiene ecos religiosos cristianos.
En la Serranía de Ronda, situada en el oeste de la provincia de Málaga, este día se celebra solamente en los pueblos situados en la meseta de Ronda: Arriate y sus aledaños: Las Huertas, La Cimada, Los Prados, Serrato y Cuevas del Becerro. En la provincia de Granada se celebra en Caniles. En esta localidad se celebra el día de la vieja mediante una merienda campestre de los alumnos junto a los profesores en la que tradicionalmente éstos recibían presentes en forma de parte de los alimentos que llevaban los niños como merienda como huella de la época en la que los profesores recibían una exigua paga por sus servicios que a duras penas les permitía sobrevivir.  
Como anecdótico, recordar que en Caniles el alumnado iba al campo para celebrar el día de la Vieja con los maestros,  a los cuales se le hacía un regalo proporcional a las posibilidades de las distintas familias y generalmente relacionado con la alimentación: Unas docenas de huevos, un pollo, conejo, etc. ( recordemos aquello de pasas más hambre que un maestro escuela que debido a su posición tenían que aparentar vivir bien  pero la nómina no daba para mucho a quienes sólo tenían esos ingresos)-.
Un recuerdo significativo es que además de ir las niñas adornadas con moñas de celofán en la cabeza cantando canciones populares “es el día de la Vieja ocarí, ocairá…..”. Los niños solían llevar una espada  o puñal hecho de madera , unas veces por un carpintero y las más por el padre de forma más tosca. 
Nunca se utilizaba este instrumento para simular combates, el uso más frecuente era ensartar en la punta las naranjas que se lanzaban al aire.  

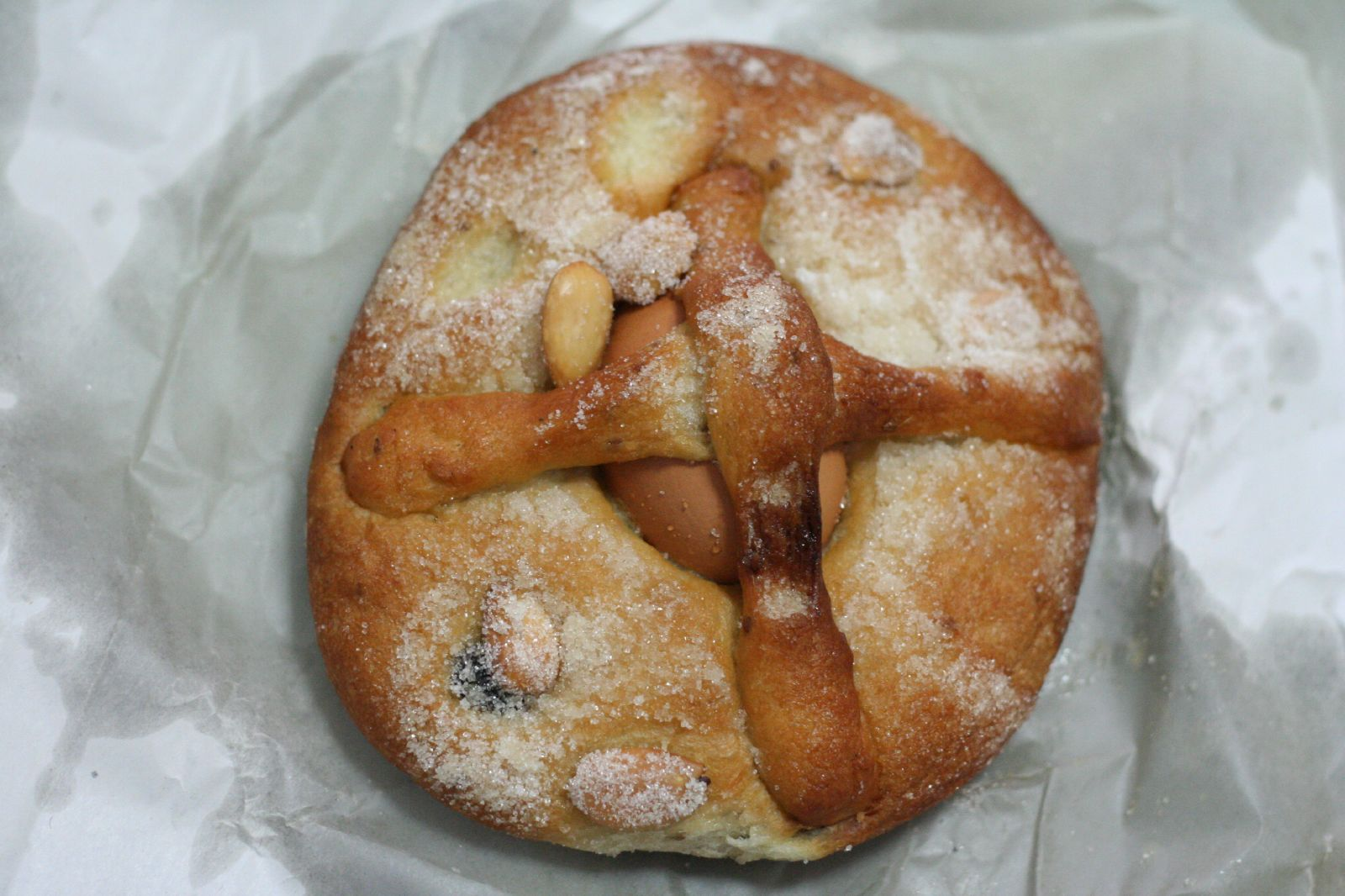
Hornazo

También en el Levante Almeriense, Vera, Antas, Garrucha, Turre, Mojácar, Pulpí, Los Gallardos y Cuevas del Almanzora, hay mucha tradición en la celebración del día de la vieja en la que es muy típico comer un hornazo, que consiste en una especie de pan dulce alargado, con una trenza encima que encierra un huevo duro y que por sí solo, ya es una merienda. Colegios, comercios, etc. hacen medio día de fiesta, para que todo el mundo se pueda desplazar al campo a compartir con la familia partir la vieja. 
En Francia también se celebra una fiesta llamada pic-nic de la mi-curéme o comida campestre de la mitad de la Cuaresma.

## Enlaces
- Ayuntamiento de Arriate: Día de la Vieja

- Ayuntamiento de Caniles:

## Categoría
- Datos: Q6065125